# (5138) Gyoda
(5138) Gyoda es un asteroide perteneciente al cinturón de asteroides, descubierto el 13 de noviembre de 1990 por Tsutomu Hioki y el también astrónomo Shuji Hayakawa desde el Okutama observatory, en Japón.

## Designación y nombre
Designado provisionalmente como 1990 VD2. Fue nombrado Gyoda en homenaje a la ciudad industrial japonesa Gyōda, hogar de S. Hayakawa, situada a unos 60 kilómetros de norte de Tokio, entre los ríos Ara Tono. En ella se encuentra uno de los tres cementerios antiguos más famosos de Japón, donde se encontró una espada con caracteres kanji de oro.

## Características orbitales
Gyoda está situado a una distancia media del Sol de 3,099 ua, pudiendo alejarse hasta 3,624 ua y acercarse hasta 2,575 ua. Su excentricidad es 0,169 y la inclinación orbital 0,801 grados. Emplea 1993,56 días en completar una órbita alrededor del Sol.
Los próximos acercamientos a la órbita de Júpiter se producirán el 3 de noviembre de 2032, el 16 de octubre de 2042 y el 3 de diciembre de 2093.

## Características físicas
La magnitud absoluta de Gyoda es 12,6. Tiene 15 km de diámetro y su albedo se estima en 0,169. 